# Ершова (Пермский край)
Ершова — деревня в Кудымкарском районе Пермского края. Входила в состав Ленинского сельского поселения. Располагается на правом берегу реки Сын южнее от города Кудымкара. Расстояние до районного центра составляет 39 км. По данным Всероссийской переписи населения 2010 года, в деревне проживало 7 человек (3 мужчины и 4 женщины).

## История
По данным на 1 июля 1963 года, в деревне проживало 78 человек. Населённый пункт входил в состав Ленинского сельсовета.